# Tratamento térmico
Tratamento Térmico é um aquecimento e resfriamento realizado nos metais com o intuito de alterar as suas propriedades físicas e mecânicas, sem mudar a forma do produto. Entre os tratamentos térmicos podemos citar: recozimento, normalização, austêmpera, martêmpera, têmpera e revenido.

O tratamento térmico é um termo dado a qualquer tecnologia de tratamento de resíduos que envolve altas temperaturas durante o processamento dos resíduos, sendo que na maior parte dos processos, não ocorre a combustão do resíduo.

## Recozimento
Tratamento térmico em que o metal sofre aquecimento controlado até atingir determinada temperatura, permanece nessa temperatura por um certo tempo e sofre resfriamento lento no próprio forno. Possui os seguintes objetivos: 
- Remover tensões devidas aos tratamentos mecânicos a frio ou a quente,
- Diminuir a dureza para melhorar a usinabilidade do aço,
- Alterar as propriedades mecânicas como resistência, ductilidade, etc.
- Modificar características elétricas e magnéticas;
- Ajustar o tamanho de grão;
- Regularizar a textura bruta de fusão;
- Remover gases,
- Produzir uma microestrutura definida;
- Eliminar enfim os efeitos de quaisquer tratamentos térmicos ou mecânicos a que o aço tenha sido anteriormente submetido.

## Normalização
Tratamento térmico que consiste no aquecimento do aço a uma temperatura acima da zona crítica, seguido de resfriamento ao ar. O objetivo da normalização é refinar a granulação grosseira de peças de aço fundido, laminado ou forjado. A normalização é ainda usada como tratamento preliminar à têmpera e ao revenido, justamente para produzir uma estrutura mais uniforme do que a obtida na laminação, por exemplo, além de reduzir a tendência ao empenamento e facilitar a solução de carbonetos e elementos de liga.

## Têmpera
Tratamento térmico que consiste no resfriamento rápido do aço de uma temperatura superior à sua temperatura crítica (mais ou menos 50ºC acima da linha A1 para os aços hipereutetóides) em um meio como óleo, água, salmoura ou mesmo ar.

## Austêmpera
É uma transformação isotérmica para produção de estrutura bainitica. Este processo é realizado aquecendo-se o aço até a temperatura de austenitização e permanecendo nesta temperatura até completa equalização. A seguir provoca-se um resfriamento rápido até a faixa de transformação da estrutura bainitica, permanecendo nesta temperatura até a completa transformação, seguido de resfriamento ao ar.

## Martêmpera
É um tratamento térmico usado principalmente para diminuir a distorção ou empenamento que se produz durante o resfriamento rápido das peças de aço. Neste processo, as peças após austenitização, são resfriadas bruscamente até a temperatura logo acima da faixa de formação de martensita e após equalizar a temperatura por alguns instantes, ocorre o resfriamento apropriado até a temperatura ambiente.

## Revenimento
É o tratamento térmico que segue o processo de têmpera e tem por objetivo reduzir as tensões internas geradas na peça, ajustar a dureza para a faixa de trabalho desejada, bem como atingir os valores adequados de resistência mecânica e tenacidade. Este tratamento consiste em aquecer uniformemente até uma temperatura abaixo daquela de austenitização, mantendo o material nesta temperatura por tempo suficiente para equalização de temperatura e obtenção das propriedades desejadas.